# Harald Proczyk
Harald "Hari" Proczyk (Knittelfeld, 9 november 1975) is een Oostenrijks autocoureur.

## Carrière
Proczyk begon zijn autosportcarrière in 1998 in de Duitse Citroën Saxo Cup en reed hier twee jaar voordat hij overstapte naar de German Touring Car Challenge. In 1999 werd hij zestiende in de Duitse Formula König. Hij state over naar de Duitse Ford Puma Cup in 2001 en werd hier negende in 2002. Tussen 2003 en 2006 nam hij deel in de Duitse Posche Carrera Cup en werd hier tweede in 2004 en 2005. In 2006 reed hij ook in de Duitse Renault Clio Cup en werd derde met drie overwinningen en vijf podiumplaatsen. In 2007 stapte hij over naar de Duitse MINI Challenge en behaalde vele overwinningen, met een tweede plaats in het kampioenschap in 2007, 2008 en 2010 als resultaat.
In 2011 stapte Proczyk over naar de GT-racerij, waarbij hij zijn debuut maakte in de ADAC GT Masters. Samen met Dominik Baumann werd hij vijfde in het kampioenschap voor Heico Motorsport, voordat zij in 2012 samen als negende eindigden. In 2013 en 2014 nam hij sporadisch deel, voordat hij in 2015 zijn fulltime terugkeer maakte in het kampioenschap en opnieuw vijfde werd. In 2012 reed hij ook in de FIA GT3 en eindigde samen met David Mengesdorf als derde in het kampioenschap voor Leipert Motorsport. In 2013 stapten zij over naar de FIA GT Series en de Blancpain Endurance Series voor GRT Grasser Racing. In de Endurance Series reden zij enkel de eerste drie raceweekenden, maar in de FIA GT werden zij tweede in het Pro-Am-kampioenschap. In 2014 stapte hij over naar de Blancpain Sprint Series voor GRT, maar nu naast Jeroen Bleekemolen. Met verschillende overwinningen werden zij derde in het Pro Cup-kampioenschap. Naast zijn campagne in de GT Masters reed hij in 2015 ook in een race van de International GT Open en vier races van de 24H Series.
In 2016 keerde Procyk terug naar de touring cars, waarbij hij in het nieuwe ADAC TCR Germany Touring Car Championship uitkwam voor zijn eigen team HP Racing in een Seat León Cup Racer. In het tweede raceweekend op de Sachsenring en won direct zijn eerste race. Later dat jaar maakte hij ook zijn debuut in de TCR International Series in een Honda Civic voor WestCoast Racing tijdens zijn thuisrace op de Salzburgring. Hij behaalde de pole position in een door regen geteisterde kwalificatiesessie, maar kreeg een straf van twee startplaatsen voor de race. In beide races viel hij uit, maar hij behaalde wel de vijf punten voor zijn pole position.